# (273836) Hoijyusek
(273836) Hoijyusek (2007 GZ27) – planetoida z pasa głównego planetoid okrążająca Słońce w ciągu 5,44 lat w średniej odległości 3,09 j.a. Odkryta 13 kwietnia 2007 roku.
Jej nazwa pochodzi od skały Hoi Jyu Sek (Haizhushi), która widoczna była na Rzece Perłowej. Była ona też jednym z symboli Kantonu.